# Calle Águilas (Sevilla)
La calle Águilas es una vía pública de la ciudad española de Sevilla.

## Descripción
La vía nace de la calle Cabeza del Rey Don Pedro, donde conecta con Alfalfa, y discurre hasta llegar a la plaza de Pilatos. El título lo debe al marqués de Casa Estrada, cuya familia y linaje usaban por escudo de armas un águila imperial. Aparece descrita en la Noticia histórica del origen de los nombres de las calles de esta ciudad de Sevilla (1839) de Félix González de León con las siguientes palabras:

Calle de las Aguilas. Está en el cuartel B. y pertenece por mitad á las parroquias de san Ildefonso, y san Estevan, su nombre lo toma de dos aguilas de mármol que están colocadas sobre la cornisa de la portada de una casa grande que está al principio de la calle, cuya portada es toda de mármol, de arquitectura corintia, de lo mas arreglado y bien trabajado que se halla en la ciudad, principalmente las citadas Aguilas son de un mérito singular hechas con escelente dibujo, y muy acertado cincel, y están aqui colocadas por que la casa pertenece al señor marqués de Casa Estrada, cuya familia y linage usa por escudo de armas un Aguila imperial. En esta calle está situado el convento de monjas franciscas de santa María de Jesus, fundado el año de 1520, por los señores condes de Gelves, don Jorge Alberto de Portugal y doña Felipa de Melo su muger. Este convento padeció horrible incendio ocasionado por un rayo que despidió una tormenta la noche del dia 1.º de agosto de 1765, tan grande y voráz, que fué preciso sacar á S. M. y á las religiosas que por el pronto fueron llevadas al convento de S. Leandro, y seguidamente al de Sta. Ines, donde estuvieron hasta el dia 15 de julio del año siguiente, que se volvieron á su convento ya renovado. Su portada jónica es de piedra tosca martelilla, y en el segundo cuerpo hay una imágen de Ntra. Sra. tambien de la misma piedra, pero de mucho mérito, ejecutada por el célebre Torregiano. La calle es medianamente ancha, y pasa desde la de la Calabaza á la plaza de Pilatos.
(González de León, 1839, pp. 156-157)